# ایته‌یوو
ایته‌یوو (انگلیسی: Iteyevo) یک شهرک در شهرستان ایلیشفسکی استان باشقیرستان کشور روسیه است.